# Eronides de Sousa
Eronides de Sousa, conhecido como Piau (Guaimbê, 6 de setembro de 1948) é um ex-futebolista brasileiro que atuava como atacante.

## Carreira
Piau, foi ponta-esquerda do Linense, XV de Piracicaba, Portuguesa de Desportos, São Paulo Futebol Clube, Sport Club Corinthians Paulista e Botafogo-PB.
Devido a um problema crônico na cabeça do fêmur, Piau teve que abandonar a carreira aos 29 anos de idade. Hoje em dia, Piau da aulas de futebol na cidade de São Paulo.

## Títulos
XV de Piracicaba
- Campeão Paulista da Divisão Especial de 1967

São Paulo
- Vice-campeão da Libertadores de 1974 pelo São Paulo;
- Vice-campeão Brasileiro de 1974 pelo São Paulo;
- Campeonato Paulista: 1975